# しずてつ掛川ショッピングセンター
しずてつ掛川ショッピングセンター（しずてつかけがわショッピングセンター）は、静鉄プロパティマネジメントが、運営する、静岡県掛川市上西郷にあるショッピングセンター。かつては静鉄ストアが、運営していた。Sプラザ(S PLAZA)ともいう。
各店舗が独立し駐車場を取り囲むように並んでいるオープンモール型の形態をとる。

## 沿革[要出典]
- 2003年11月19日 - 静鉄ストア初の複合型のショッピングセンターとしてオープン。
- 2007年6月1日 - 掛川市の展開するマイバッグ運動により、レジ袋を有料化（掛川市#自然環境を参照）。
- 2013年4月施設管理者を株式会社静鉄ストアから、静鉄プロパティマネジメント株式会社にする。

## テナント
出典はこちら
- しずてつストア（スーパーマーケット）（キーテナントかつ、しずてつストア（キテゴを含む）最大の売り場面積[要出典]）
- ウエルシア（ドラッグストア）
- セルフウメキ（日常衣料）
- 明屋書店（書籍）
- 100enショップ ダイソー（雑貨）
- 沼津魚がし鮨（寿司）
- マクドナルド（ファストフード）
- 牛角（焼き肉レストラン）
- タスク整体院
- 宝くじ

## アクセス
近隣に鉄道駅は無い。
- 自動車
  - 東名高速道路 掛川IC
  - 掛川バイパス 西郷IC
- バス
  - 掛川バスサービス 居尻線・倉真線 小市バス停